# Cédric Villani
Cédric Villani (ur. 5 października 1973 w Brive-la-Gaillarde) – francuski matematyk i nauczyciel akademicki, laureat Medalu Fieldsa, dyrektor Institut Henri-Poincaré (2009–2017), a także polityk.

## Życiorys
Absolwent matematyki w paryskiej École normale supérieure. W 1998 doktoryzował się na Université Paris-Dauphine pod kierunkiem Pierre’a-Louisa Lionsa. W latach 2000–2010 był profesorem w École normale supérieure w Lyonie. W 2010 został profesorem na Université Claude-Bernard-Lyon-I. W 2007 uzyskał członkostwo w Institut Universitaire de France, a w 2009 objął stanowisko dyrektora instytutu naukowego Institut Henri-Poincaré.
W 2010 otrzymał Medal Fieldsa za „dowód zbieżności do stanu stacjonarnego rozwiązań równania Boltzmanna, w tym dowód hipotezy Cercignaniego, [oraz za] wyjaśnienie relaksacji do stanu równowagi rozwiązań równania Własowa (tłumienie Landaua)”. W 2006 wygłosił wykład sekcyjny na Międzynarodowym Kongresie Matematyków, a w 2010 – jako laureat Medalu Fieldsa – wykład plenarny.
W pracy naukowej specjalizuje się w zagadnieniach z zakresu analizy matematycznej, zajmuje się teorią transportu optymalnego, matematycznymi problemami fizyki, zwłaszcza w kinetyczno-molekularnej teorii gazów i równaniu Boltzmanna. Do 2012 wypromował sześciu doktorów, wśród których znaleźli się Alessio Figalli i Clément Mouhot.
W 2017 zaangażował się w działalność ruchu En Marche! Emmanuela Macrona, został kandydatem tego środowiska politycznego w wyborach parlamentarnych, uzyskując mandat deputowanego do Zgromadzenia Narodowego XV kadencji. W trakcie kadencji opuścił ugrupowanie prezydenckie, związał się później z partią Pokolenie Ekologii.

## Życie prywatne
Cédric Villani jest żonaty, ma dwóch synów. Zyskał rozpoznawalność również swoim stylem – codziennym zakładaniem trzyczęściowego garnituru z kamizelką, noszeniem fularu oraz broszki w kształcie pająka i trzymaniem w kieszeni dinozaura maskotki.

## Nagrody
- 2008: Nagroda EMS[13]
- 2009: Nagroda Fermata[14]
- 2009: Nagroda Henriego Poincarégo[15]
- 2010: Medal Fieldsa[16]

## Publikacje
- Topics in optimal transportation, seria Graduate Studies in Mathematics, Vol. 58, American Mathematical Society, Providence 2003.
- Optimal transport, old and new, seria Grundlehren der mathematischen Wissenschaften, Vol. 338, Springer Verlag, Berlin-Heidelberg 2009.
- Théorème vivant, Grasset et Fasquelle, Paryż 2012, ISBN 978-2-246-79882-8 (wydanie polskie pt. Narodziny twierdzenia, czyli matematyka na gorąco, Atut, Wrocław 2018, ISBN 978-83-7977-283-4).
- La maison des mathématiques (współautorzy: Jean-Philippe Uzan, Vincent Moncorgé), Le Cherche midi, Paryż 2014, ISBN 978-2-7491-3353-9.
- Les rêveurs lunaires: quatre génies qui ont changé l'histoire (scenariusz komiksu, rysunki: Edmond Baudoin), Éditions Gallimard, Paryż 2015, ISBN 978-2-07-066593-8| (wydanie polskie pt. Księżycowi marzyciele, timof i cisi wspólnicy, Warszawa 2017)[17][18].
- Le Nouveau Paris. Rallumons la Ville Lumière, Flammarion, Paryż 2020, ISBN 978-2-08-151447-8.
- De mémoire vive. Une histoire de l’aventure numérique (współautor: Philippe Dewost), Éditions Première Partie, 2022, ISBN 978-2-36526-252-1.